# Omfavnet av Svarte Vinger
Omfavnet Av Svarte Vinger er den anden demo fra det norske black metal-band Thule. Det er den sidste demo som bandet udgav inden de skiftede navn til Taake året efter. Demoen blev genudgivet som billed-ep i et begrænset oplag på 315 eksemplarer i 2003 af Victima Records.

## Spor
1. "Omfavnet Av Svarte Vinger" – 04:44
2. "Tykjes Fele" – 05:51
3. "Marerittet" – 02:16
4. "Trolldom" – 01:40